# Liste der grössten Seen in der Schweiz
Die Liste der grössten Seen in der Schweiz verzeichnet alle Seen in der Schweiz mit einer Fläche von über 1 km². Die Extreme sind jeweils fett hervorgehoben.  
Der grösste Schweizer See ist der Genfersee mit 345,31 km² Schweizer Anteil. Der Schweizer Anteil des Bodensees ist nie unumstritten festgelegt worden. Das Schweizer Ufer des Bodensees beträgt mit 72 km gegenüber 173 km von Deutschland und 28 km von Österreich ca. ein Viertel des Gesamtufers. Das Bundesamt für Statistik, das von der Realteilungstheorie ausgeht, gibt den Schweizer Anteil der Fläche mit 172,86 km² an. Damit ist der Bodensee nach dem Neuenburgersee der drittgrösste See der Schweiz. Der Neuenburgersee ist der grösste See, der vollständig in der Schweiz liegt.
Speicherseen bzw. Stauseen sind hier nicht aufgeführt, siehe hierfür die Liste der Speicherseen in der Schweiz. In der Liste der Seen in der Schweiz sind alle Listen mit Seen der einzelnen Kantone verzeichnet. 
Die Schreibweise der Seen folgt – teilweise im Unterschied zum Duden und zu deutschen Landkarten – der in der Schweiz üblichen.
| Deutschsprachiger Seename | Fremdsprachiger Seename am Standort | Anrainer Kanton(e) bzw. Nachbarstaat                       | Gesamtfläche (km²) | Fläche in der Schweiz (km²) | Höhe (m ü. M.) | max. Tiefe (m) | Volumen (km³) |
| ------------------------- | ----------------------------------- | ---------------------------------------------------------- | ------------------ | --------------------------- | -------------- | -------------- | ------------- |
| Genfersee                 | Lac Léman, Lac de Genève            | Genf, Waadt, Wallis, Frankreich                            | 580,03             | 345,31                      | 372,0          | 310            | 89            |
| Neuenburgersee            | Lac de Neuchâtel                    | Bern, Freiburg, Neuenburg, Waadt                           | 215,20             | 215,20                      | 429,4          | 153            | 14            |
| Bodensee                  |                                     | St. Gallen, Thurgau, Schaffhausen, Österreich, Deutschland | 536,00             | 172,86 1                    | 395,6          | 254            | 48            |
| Vierwaldstättersee        |                                     | Luzern, Nidwalden, Obwalden, Schwyz, Uri                   | 113,72             | 113,72                      | 433,6          | 214            | 11,9          |
| Zürichsee                 |                                     | St. Gallen, Schwyz, Zürich                                 | 88,17              | 88,17                       | 405,9          | 136            | 3,9           |
| Thunersee                 |                                     | Bern                                                       | 47,74              | 47,74                       | 557,7          | 215            | 6,5           |
| Langensee                 | Lago Maggiore                       | Tessin, Italien                                            | 212,5              | 42,29                       | 193,0          | 372            | 37            |
| Bielersee                 | Lac de Bienne                       | Bern, Neuenburg                                            | 39,51              | 39,51                       | 429,1          | 74             | 1,2           |
| Zugersee                  |                                     | Luzern, Schwyz, Zug                                        | 38,41              | 38,41                       | 413,6          | 198            | 3,2           |
| Luganersee                | Lago di Lugano                      | Tessin, Italien                                            | 48,67              | 30,03                       | 270,5          | 288            | 6,6           |
| Brienzersee               |                                     | Bern                                                       | 29,81              | 29,81                       | 563,7          | 260            | 5,2           |
| Walensee                  |                                     | Glarus, St. Gallen                                         | 24,16              | 24,16                       | 419,0          | 150            | 2,5           |
| Murtensee                 | Lac de Morat                        | Freiburg, Waadt                                            | 22,80              | 22,80                       | 429,2          | 46             | 0,6           |
| Sempachersee              |                                     | Luzern                                                     | 14,36              | 14,36                       | 503,8          | 87             | 0,66          |
| Hallwilersee              |                                     | Aargau, Luzern                                             | 10,21              | 10,21                       | 448,7          | 47             | 0,215         |
| Lac de Joux 2             |                                     | Waadt                                                      | 8,77               | 8,77                        | 1004,0         | 32             | 0,149         |
| Greifensee                |                                     | Zürich                                                     | 8,17               | 8,17                        | 435,1          | 34             | 0,161         |
| Sarnersee                 |                                     | Obwalden                                                   | 7,38               | 7,38                        | 468,4          | 52             | 0,244         |
| Ägerisee                  |                                     | Zug                                                        | 7,25               | 7,25                        | 723,9          | 82             | 0,357         |
| Baldeggersee              |                                     | Luzern                                                     | 5,24               | 5,24                        | 463,0          | 66             | 0,178         |
| Silsersee                 | Lej da Segl                         | Graubünden                                                 | 4,11               | 4,11                        | 1797,0         | 71             | 0,137         |
| Pfäffikersee              |                                     | Zürich                                                     | 3,30               | 3,30                        | 536,0          | 35             | 0,058         |
| Klöntalersee 2            |                                     | Glarus                                                     | 3,29               | 3,29                        | 848,0          | 49             | 0,056         |
| Silvaplanersee            | Lej da Silvaplauna                  | Graubünden                                                 | 3,16               | 3,16                        | 1790,0         | 77             | 0,135         |
| Lauerzersee               |                                     | Schwyz                                                     | 3,10               | 3,10                        | 447,0          | 13             | 0,023         |
| Lungerersee 3             |                                     | Obwalden                                                   | 2,01               | 2,01                        | 688,0          | 68             | 0,065         |
| Puschlaversee             | Lago di Poschiavo 2                 | Graubünden                                                 | 1,95               | 1,95                        | 962,0          | 84             | 0,111         |
| Oeschinensee              |                                     | Bern                                                       | 1,15               | 1,15                        | 1578,0         | 56             | 0,040         |

| Genfersee |

| Bodensee |

| Neuenburgersee |

| Vierwaldstättersee |

| Zürichsee |

| Langensee |

| Luganersee |

| Thunersee |

| Bielersee |

| Zugersee |

| Brienzersee |

| Walensee |

| Murtensee |

| Sempachersee |

| Hallwilersee |

| Lac de Joux |

| Greifensee |

| Sarnersee |

| Ägerisee |

| Baldeggersee |

| Silsersee |

| Pfäffikersee |

| Klöntalersee |

| Silvaplanersee |

| Lauerzersee |

| Lungerersee |

| Puschlaversee |

| Oeschinensee |